# Papulaspora aspergilliformis
Papulaspora aspergilliformis är en svampart som beskrevs av Eidam 1883. Papulaspora aspergilliformis ingår i släktet Papulaspora, klassen Sordariomycetes, divisionen sporsäcksvampar och riket svampar.   Inga underarter finns listade i Catalogue of Life.